# Calcio Como 2010-2011
Questa voce raccoglie le informazioni riguardanti il Calcio Como nelle competizioni ufficiali della stagione 2010-2011.

## Stagione
La stagione 2010-2011 ha visto il Como militare nella Lega Pro Prima Divisione. Ha concluso il campionato al nono posto con 44 punti, così ripartiti: 10 vittorie, 15 pareggi, 9 sconfitte, 41 gol fatti, 40 subiti. Nel corso della stagione ha scontato un punto di penalizzazione.
In Coppa Italia è stato eliminato al secondo turno, mentre in Coppa Italia Lega Pro è uscito al primo turno.

## Divise e sponsor
Lo sponsor tecnico per la stagione 2010-2011 è Legea, mentre lo sponsor ufficiale è UnionCafé; da gennaio 2011 sulla maglia, al posto dello sponsor, viene apposto il marchio della Fondazione Stefano Borgonovo. La prima divisa è una maglia azzurra, la divisa di riserva è bianca, mentre la terza divisa è rossa.
| Da agosto a settembre | Da agosto a settembre | Da agosto a settembre |      |           | Da ottobre | Da ottobre |
| Casa                  | Trasferta             | Terza divisa          | Casa | Trasferta |            |            |

## Organigramma societario
Area direttiva
- Presidente onorario: Gianluca Zambrotta
- Presidente e amministratore unico: Antonio Di Bari
- Vicepresidente: Amilcare Rivetti
- Direttore generale: Marco Degennaro[5] (fino al 27 dicembre 2010[6]), poi Maurizio Porro

Area tecnica
- Allenatore: Carlo Garavaglia
- Allenatore in seconda: Oscar Brevi
- Preparatore dei portieri: Alex Brunner
- Preparatore atletico: Nicholas Townsend, Stefano Trombetta[1]
- Team manager: Massimo Mascetti
- Collaboratore area tecnica: Giuseppe Padula

Area sanitaria
- Responsabile staff sanitario: Paolo Mascetti
- Medico sociale: Alberto Giughello
- Fisioterapista: Marco Maistrello
- Massaggiatore: Nicola Messina, poi Tommaso Mariani

## Rosa
Rosa e ruoli tratti dal sito internet ufficiale della società.
| N. |                      | Ruolo | Calciatore                |
| -- | -------------------- | ----- | ------------------------- |
|    | Italia (bandiera)    | P     | Paolo Castelli            |
|    | Italia (bandiera)    | P     | Filippo Ciapessoni        |
|    | Italia (bandiera)    | P     | Renato Dossena            |
|    | Italia (bandiera)    | P     | Paolo Tornaghi            |
|    | Italia (bandiera)    | D     | Francesco Bellitta        |
|    | Italia (bandiera)    | D     | Francesco Bossa           |
|    | Italia (bandiera)    | D     | Giovanni Bruno            |
|    | Italia (bandiera)    | D     | Christian Chirieletti     |
|    | Italia (bandiera)    | D     | Christian Conti           |
|    | Italia (bandiera)    | D     | Simone Fautario           |
|    | Italia (bandiera)    | D     | Michele Franco (capitano) |
|    | Italia (bandiera)    | D     | Rosario Licata            |
|    | Italia (bandiera)    | D     | Cristian Maggioni         |
|    | Italia (bandiera)    | D     | Antonio Magli             |
|    | Italia (bandiera)    | D     | Roberto Rudi              |
|    | Italia (bandiera)    | D     | Daniel Semenzato          |
|    | Italia (bandiera)    | D     | Walter Zullo              |
|    | Italia (bandiera)    | C     | Alessio Ambrogetti        |
|    | Italia (bandiera)    | C     | Andrea Ardito             |
|    | Argentina (bandiera) | C     | Franco Da Dalt            |

| N. |                           | Ruolo | Calciatore                    |
| -- | ------------------------- | ----- | ----------------------------- |
|    | Brasile (bandiera)        | C     | Filipe Gomes Ribeiro          |
|    | Italia (bandiera)         | C     | Jacopo Fortunato              |
|    | Italia (bandiera)         | C     | Mattia Morandi                |
|    | Italia (bandiera)         | C     | Luca Piraccini                |
|    | Italia (bandiera)         | C     | Riccardo Riva                 |
|    | Italia (bandiera)         | C     | Riccardo Romani               |
|    | Italia (bandiera)         | C     | Andrea Terraneo               |
|    | Argentina (bandiera)      | C     | Ricardo José Villar Rodríguez |
|    | Italia (bandiera)         | A     | Emanuele Bardelloni           |
|    | Italia (bandiera)         | A     | Giuseppe Cozzolino            |
|    | Italia (bandiera)         | A     | Francesco Di Pietro           |
|    | Italia (bandiera)         | A     | Alberto Filippini             |
|    | Italia (bandiera)         | A     | Domenico Germinale            |
|    | Italia (bandiera)         | A     | Giuseppe Lacarra              |
|    | Camerun (bandiera)        | A     | Emanuel Robert Maah           |
|    | Costa d'Avorio (bandiera) | A     | Roland Pacôme Ossouho         |
|    | Italia (bandiera)         | A     | Matteo Prandelli              |
|    | Italia (bandiera)         | A     | Fausto Rossini                |
|    | Italia (bandiera)         | A     | Filippo Maria Scardina        |

## Risultati

### Lega Pro Prima Divisione

#### Girone di andata
| Arbitro: | Mariani (Aprilia) |

|                      |           |                                        |
| Cozzolino 34’ (rig.) | Marcatori | 11’ (rig.) Piovaccari 64’ Gerbino Polo |

| Arbitro: | Soricaro (Barletta) |

|  |           |                    |
|  | Marcatori | 56’, 90+3’ R. Riva |

| Arbitro: | Santonocito (Abbiategrasso) |

|           |           |           |
| Licata 4’ | Marcatori | 66’ Ricci |

| Alessandria 12 settembre 2010, ore 15:00 CEST 4ª giornata | Alessandria           | 0 – 0 referto | Como | Stadio Giuseppe Moccagatta (1.924 spett.)\| Arbitro: \| Intagliata (Siracusa) \| |
| Arbitro:                                                  | Intagliata (Siracusa) |               |      |                                                                                  |

| Arbitro: | Di Bello (Brindisi) |

|  |           |                           |
|  | Marcatori | 23’ Guidetti 80’ Maritato |

| Arbitro: | Irrati (Pistoia) |

|              |           |          |
| Cesarini 72’ | Marcatori | 69’ Maah |

| Arbitro: | De Meo (Foggia) |

|                              |           |  |
| Togni 28’ Pignalosa 54’, 65’ | Marcatori |  |

| Arbitro: | Fabbri (Ravenna) |

|  |           |           |
|  | Marcatori | 88’ Gómez |

| Arbitro: | Giorgetti (Cesena) |

|                        |           |                        |
| Emerson 69’ Faroni 80’ | Marcatori | 43’ Rossini 90+1’ Maah |

| Como 24 ottobre 2010, ore 15:00 CEST 10ª giornata | Como              | 0 – 0 referto | Südtirol | Stadio Giuseppe Sinigaglia (circa 1.000 spett.)\| Arbitro: \| Bellotti (Verona) \| |
| Arbitro:                                          | Bellotti (Verona) |               |          |                                                                                    |

| Arbitro: | Lanza (Nichelino) |

|              |           |               |
| Ferretti 24’ | Marcatori | 29’ Cozzolino |

| Arbitro: | La Penna (Roma) |

|             |           |  |
| R. Riva 27’ | Marcatori |  |

| Arbitro: | Ripa (Nocera Inferiore) |

|  |           |                  |
|  | Marcatori | 63’ La Grottería |

| Pagani 21 novembre 2010, ore 14:30 CET 14ª giornata | Paganese            | 0 – 0 referto | Como | Stadio Marcello Torre\| Arbitro: \| Giallanza (Catania) \| |
| Arbitro:                                            | Giallanza (Catania) |               |      |                                                            |

| Arbitro: | Gavillucci (Latina) |

|                        |           |            |
| Filipe 20’ Morandi 75’ | Marcatori | 17’ Carrus |

| Arbitro: | Ceccarelli (Terni) |

|  |           |                   |
|  | Marcatori | 87’ (rig.) Franco |

| Arbitro: | Bolano (Livorno) |

|                    |           |                           |
| Fortunato 74’, 84’ | Marcatori | 6’, 82’ Cipriani 70’ Šmit |

#### Girone di ritorno
| Arbitro: | Di Paolo (Avezzano) |

|            |           |             |
| Fonjock 5’ | Marcatori | 43’ R. Riva |

| Arbitro: | De Benedictis (Bari) |

|             |           |               |
| Morandi 88’ | Marcatori | 66’ Pichlmann |

| Arbitro: | Caso (Verona) |

|           |           |  |
| Ricci 11’ | Marcatori |  |

| Como 23 gennaio 2011, ore 14:30 CET 21ª giornata | Como                              | 0 – 0 referto | Alessandria | Stadio Giuseppe Sinigaglia (circa 1.000 spett.)\| Arbitro: \| Gallo (Barcellona Pozzo di Gotto) \| |
| Arbitro:                                         | Gallo (Barcellona Pozzo di Gotto) |               |             | |

| Arbitro: | Maresca (Napoli) |

|                    |           |            |
| Temelin 81’ (rig.) | Marcatori | 68’ Franco |

| Arbitro: | Mangialardi (Pistoia) |

|                                  |           |                      |
| Bardelloni 39’ Franco 73’ (rig.) | Marcatori | 64’ (rig.) Buzzegoli |

| Arbitro: | Di Paolo (Avezzano) |

|                                      |           |                             |
| Terra 4’ (aut.) Maah 52’ R. Riva 72’ | Marcatori | 27’ De Giosa 77’ Bonvissuto |

| Arbitro: | Monaco (Tivoli) |

|                |           |          |
| Bartolucci 65’ | Marcatori | 36’ Maah |

| Arbitro: | Fiore (Barletta) |

|                               |           |  |
| Maah 13’ Germinale 45+1’, 51’ | Marcatori |  |

| Arbitro: | Aureliano (Bologna) |

|                      |           |                                         |
| A. Romano 66’ (rig.) | Marcatori | 6’ Filippini 43’ (rig.) Franco 68’ Maah |

| Arbitro: | Roca (Foggia) |

|                                                 |           |                    |
| Germinale 8’, 11’ Franco 62’ (rig.) Lacarra 83’ | Marcatori | 23’, 47’ Guadalupi |

| Arbitro: | Dei Giudici (Latina) |

|                        |           |                             |
| Nzzetto 1’ Joelson 54’ | Marcatori | 63’ (rig.) Franco 75’ Zullo |

| Arbitro: | Fabbrini (Livorno) |

|                                       |           |                        |
| Longobardi 72’ Venitucci 90+4’ (rig.) | Marcatori | 11’ Germinale 21’ Maah |

| Como 23 aprile 2011, ore 15:00 CEST 31ª giornata | Como             | 0 – 0 referto | Paganese | Stadio Giuseppe Sinigaglia (circa 2.000 spett.)\| Arbitro: \| Fabbri (Ravenna) \| |
| Arbitro:                                         | Fabbri (Ravenna) |               |          |                                                                                   |

| Arbitro: | Penno (Nichelino) |

|                        |           |  |
| Fabinho 7’ Aurelio 88’ | Marcatori |  |

| Arbitro: | Mangialardi (Pistoia) |

|                            |           |                                                        |
| Conti 7’ Franco 32’ (rig.) | Marcatori | 5’ Đoković 58’ (rig.) Iacopino 62’ Ferrario 76’ Cudini |

| Arbitro: | Adducci (Paola) |

|              |           |                    |
| Cipriani 77’ | Marcatori | 8’ Filipe 11’ Maah |

### Coppa Italia
| Arbitro: | Pairetto (Nichelino) |

|                                  |           |                      |
| Fortunato 24’, 35’ Cozzolino 54’ | Marcatori | 66’ (rig.) Vittorini |

| Arbitro: | Baracani (Firenze) |

|               |           |                                      |
| Prandelli 77’ | Marcatori | 66’ Cellini 73’ Pisano 84’ Gambadori |

### Coppa Italia Lega Pro
| Arbitro: | Peretti (Verona) |

|                                      |           |                                 |
| Nocciola 11’ Nossa 84’ Pacilli 90+3’ | Marcatori | 63’ Scardina 80’ Ricardo Villar |

## Statistiche

### Statistiche di squadra
| Competizione             | Punti | In casa | In casa | In casa | In casa | In casa | In casa | In trasferta | In trasferta | In trasferta | In trasferta | In trasferta | In trasferta | Totale | Totale | Totale | Totale | Totale | Totale | DR |
| Competizione             | Punti | G       | V       | N       | P       | Gf      | Gs      | G            | V            | N            | P            | Gf           | Gs           | G      | V      | N      | P      | Gf     | Gs     | DR |
| ------------------------ | ----- | ------- | ------- | ------- | ------- | ------- | ------- | ------------ | ------------ | ------------ | ------------ | ------------ | ------------ | ------ | ------ | ------ | ------ | ------ | ------ | -- |
| Lega Pro Prima Divisione | 44    | 17      | 6       | 5       | 6       | 22      | 21      | 17           | 4            | 10           | 3            | 19           | 19           | 34     | 10     | 15     | 9      | 41     | 40     | +1 |
| Coppa Italia             | -     | 2       | 1       | 0       | 1       | 4       | 4       | 0            | 0            | 0            | 0            | 0            | 0            | 2      | 1      | 0      | 1      | 4      | 4      | 0  |
| Coppa Italia Lega Pro    | -     | 0       | 0       | 0       | 0       | 0       | 0       | 1            | 0            | 0            | 1            | 2            | 3            | 1      | 0      | 0      | 1      | 2      | 3      | -1 |
| Totale                   | -     | 19      | 7       | 5       | 7       | 26      | 25      | 18           | 4            | 10           | 4            | 21           | 22           | 37     | 11     | 15     | 11     | 47     | 47     | 0  |

### Andamento in campionato
| Giornata  | 1  | 2 | 3 | 4 | 5  | 6  | 7  | 8  | 9  | 10 | 11 | 12 | 13 | 14 | 15 | 16 | 17 | 18 | 19 | 20 | 21 | 22 | 23 | 24 | 25 | 26 | 27 | 28 | 29 | 30 | 31 | 32 | 33 | 34 |
| --------- | -- | - | - | - | -- | -- | -- | -- | -- | -- | -- | -- | -- | -- | -- | -- | -- | -- | -- | -- | -- | -- | -- | -- | -- | -- | -- | -- | -- | -- | -- | -- | -- | -- |
| Luogo     | C  | T | C | T | C  | T  | T  | C  | T  | C  | T  | C  | C  | T  | C  | T  | C  | T  | C  | T  | C  | T  | C  | C  | T  | C  | T  | C  | T  | T  | C  | T  | C  | T  |
| Risultato | P  | V | N | N | P  | N  | P  | P  | N  | N  | N  | V  | P  | N  | V  | V  | P  | N  | N  | P  | N  | N  | V  | V  | N  | V  | V  | V  | N  | N  | N  | P  | P  | V  |
| Posizione | 15 | 6 | 7 | 9 | 15 | 16 | 17 | 17 | 17 | 17 | 17 | 16 | 16 | 16 | 15 | 13 | 14 | 13 | 13 | 15 | 15 | 15 | 12 | 12 | 12 | 11 | 9  | 7  | 7  | 7  | 7  | 10 | 11 | 9  |

Legenda:

Luogo: C = Casa; T = Trasferta. Risultato: V = Vittoria; N = Pareggio; P = Sconfitta.

### Statistiche dei giocatori
Sono in corsivo i calciatori che hanno lasciato la società durante la stagione.
| Giocatore      | Lega Pro Prima Divisione | Lega Pro Prima Divisione | Lega Pro Prima Divisione | Lega Pro Prima Divisione | Coppa Italia | Coppa Italia | Coppa Italia | Coppa Italia | Coppa Italia Lega Pro | Coppa Italia Lega Pro | Coppa Italia Lega Pro | Coppa Italia Lega Pro | Totale   | Totale | Totale      | Totale     |
| Giocatore      | Presenze                 | Reti                     | Ammonizioni              | Espulsioni               | Presenze     | Reti         | Ammonizioni  | Espulsioni   | Presenze              | Reti                  | Ammonizioni           | Espulsioni            | Presenze | Reti   | Ammonizioni | Espulsioni |
| -------------- | ------------------------ | ------------------------ | ------------------------ | ------------------------ | ------------ | ------------ | ------------ | ------------ | --------------------- | --------------------- | --------------------- | --------------------- | -------- | ------ | ----------- | ---------- |
| A. Ambrogetti  | 2                        | 0                        | 0                        | 0                        | 1            | 0            | 0            | 0            | 1                     | 0                     | 0                     | 0                     | 4        | 0      | 0           | 0          |
| A. Ardito      | 17                       | 0                        | 8                        | 1                        | 2            | 0            | 0            | 0            | 1                     | 0                     | 0                     | 0                     | 20       | 0      | 8           | 1          |
| E. Bardelloni  | 27                       | 1                        | 5                        | 0                        | 2            | 0            | 2            | 0            | 0                     | 0                     | 0                     | 0                     | 29       | 1      | 7           | 0          |
| F. Bellitta    | 0                        | 0                        | 0                        | 0                        | 0            | 0            | 0            | 0            | 1                     | 0                     | 0                     | 0                     | 1        | 0      | 0           | 0          |
| F. Bossa       | 12                       | 0                        | 3                        | 0                        | 1            | 0            | 0            | 0            | 0                     | 0                     | 0                     | 0                     | 13       | 0      | 3           | 0          |
| G. Bruno       | 0                        | 0                        | 0                        | 0                        | 0            | 0            | 0            | 0            | 0                     | 0                     | 0                     | 0                     | 0        | 0      | 0           | 0          |
| P. Castelli    | 32                       | -37                      | 3                        | 0                        | 0            | -0           | 0            | 0            | 1                     | -3                    | 0                     | 0                     | 33       | -40    | 3           | 0          |
| C. Chirieletti | 0                        | 0                        | 0                        | 0                        | 0            | 0            | 0            | 0            | 0                     | 0                     | 0                     | 0                     | 0        | 0      | 0           | 0          |
| F. Ciapessoni  | 0                        | -0                       | 0                        | 0                        | 0            | -0           | 0            | 0            | 0                     | -0                    | 0                     | 0                     | 0        | -0     | 0           | 0          |
| C. Conti       | 28                       | 1                        | 11                       | 1                        | 1            | 0            | 0            | 0            | 1                     | 0                     | 1                     | 0                     | 30       | 1      | 12          | 1          |
| G. Cozzolino   | 16                       | 2                        | 3                        | 1                        | 2            | 1            | 0            | 1            | 0                     | 0                     | 0                     | 0                     | 18       | 3      | 3           | 2          |
| F. Da Dalt     | 21                       | 0                        | 1                        | 0                        | 0            | 0            | 0            | 0            | 1                     | 0                     | 0                     | 0                     | 22       | 0      | 1           | 0          |
| F. Di Pietro   | 2                        | 0                        | 0                        | 0                        | 0            | 0            | 0            | 0            | 0                     | 0                     | 0                     | 0                     | 2        | 0      | 0           | 0          |
| R. Dossena     | 1                        | -1                       | 0                        | 0                        | 0            | -0           | 0            | 0            | 0                     | -0                    | 0                     | 0                     | 1        | -1     | 0           | 0          |
| S. Fautario    | 21                       | 0                        | 1                        | 2                        | 2            | 0            | 0            | 0            | 1                     | 0                     | 0                     | 0                     | 24       | 0      | 1           | 2          |
| Filipe         | 26                       | 2                        | 4                        | 1                        | 0            | 0            | 0            | 0            | 0                     | 0                     | 0                     | 0                     | 26       | 2      | 4           | 1          |
| A. Filippini   | 13                       | 1                        | 2                        | 0                        | 0            | 0            | 0            | 0            | 0                     | 0                     | 0                     | 0                     | 13       | 1      | 2           | 0          |
| J. Fortunato   | 16                       | 2                        | 5                        | 0                        | 2            | 2            | 0            | 0            | 0                     | 0                     | 0                     | 0                     | 18       | 4      | 5           | 0          |
| M. Franco      | 28                       | 7                        | 7                        | 1                        | 1            | 0            | 1            | 0            | 0                     | 0                     | 0                     | 0                     | 29       | 7      | 8           | 1          |
| D. Germinale   | 13                       | 5                        | 1                        | 0                        | 0            | 0            | 0            | 0            | 0                     | 0                     | 0                     | 0                     | 13       | 5      | 1           | 0          |
| G. Lacarra     | 9                        | 1                        | 2                        | 0                        | 0            | 0            | 0            | 0            | 0                     | 0                     | 0                     | 0                     | 9        | 1      | 2           | 0          |
| R. Licata      | 15                       | 1                        | 2                        | 0                        | 2            | 0            | 1            | 0            | 1                     | 0                     | 0                     | 0                     | 18       | 1      | 3           | 0          |
| R. Maah        | 30                       | 8                        | 6                        | 0                        | 0            | 0            | 0            | 0            | 0                     | 0                     | 0                     | 0                     | 30       | 8      | 6           | 0          |
| C. Maggioni    | 16                       | 0                        | 4                        | 0                        | 2            | 0            | 0            | 0            | 0                     | 0                     | 0                     | 0                     | 18       | 0      | 4           | 0          |
| A. Magli       | 21                       | 0                        | 7                        | 1                        | 2            | 0            | 1            | 0            | 1                     | 0                     | 0                     | 1                     | 24       | 0      | 8           | 2          |
| M. Morandi     | 16                       | 2                        | 2                        | 1                        | 0            | 0            | 0            | 0            | 0                     | 0                     | 0                     | 0                     | 16       | 2      | 2           | 1          |
| R. Ossouho     | 0                        | 0                        | 0                        | 0                        | 1            | 0            | 0            | 0            | 0                     | 0                     | 0                     | 0                     | 1        | 0      | 0           | 0          |
| L. Piraccini   | 0                        | 0                        | 0                        | 0                        | 0            | 0            | 0            | 0            | 0                     | 0                     | 0                     | 0                     | 0        | 0      | 0           | 0          |
| M. Prandelli   | 0                        | 0                        | 0                        | 0                        | 2            | 1            | 0            | 0            | 0                     | 0                     | 0                     | 0                     | 2        | 1      | 0           | 0          |
| R. Riva        | 25                       | 5                        | 4                        | 0                        | 2            | 0            | 0            | 0            | 0                     | 0                     | 0                     | 0                     | 27       | 5      | 4           | 0          |
| R. Romani      | 1                        | 0                        | 0                        | 0                        | 0            | 0            | 0            | 0            | 1                     | 0                     | 0                     | 0                     | 2        | 0      | 0           | 0          |
| F. Rossini     | 9                        | 1                        | 1                        | 0                        | 0            | 0            | 0            | 0            | 0                     | 0                     | 0                     | 0                     | 9        | 1      | 1           | 0          |
| R. Rudi        | 0                        | 0                        | 0                        | 0                        | 1            | 0            | 0            | 0            | 0                     | 0                     | 0                     | 0                     | 1        | 0      | 0           | 0          |
| F. Scardina    | 15                       | 0                        | 1                        | 0                        | 0            | 0            | 0            | 0            | 1                     | 1                     | 0                     | 0                     | 16       | 1      | 1           | 0          |
| D. Semenzato   | 13                       | 0                        | 2                        | 0                        | 0            | 0            | 0            | 0            | 0                     | 0                     | 0                     | 0                     | 13       | 0      | 2           | 0          |
| A. Terraneo    | 0                        | 0                        | 0                        | 0                        | 0            | 0            | 0            | 0            | 1                     | 0                     | 1                     | 0                     | 1        | 0      | 1           | 0          |
| P. Tornaghi    | 1                        | -2                       | 0                        | 0                        | 2            | -4           | 0            | 0            | 0                     | -0                    | 0                     | 0                     | 3        | -6     | 0           | 0          |
| R. Villar      | 21                       | 0                        | 2                        | 1                        | 0            | 0            | 0            | 0            | 1                     | 1                     | 0                     | 0                     | 22       | 1      | 2           | 1          |
| W. Zullo       | 7                        | 1                        | 1                        | 0                        | 0            | 0            | 0            | 0            | 0                     | 0                     | 0                     | 0                     | 7        | 1      | 1           | 0          |